# Liga Comunista Revolucionaria (Bélgica)
Liga comunista revolucionaria  (Gauche anticapitaliste (Belgique)) es un partido político belga. En las elecciones de 2010 obtuvo (junto a Frente de izquierda, PC, PSL y PH) 1,15 % de los votos. Su órgano de expresión política es la publicación La Gauche.
Fue fundada en 2006 por militantes del Partido Obrero Socialista. Se define anticapitalista, antifascista, ecologista y feminista; su objetivo es la composición de un partido anticapitalista. La LCR es la sección belga del Secretariado Unificado de la IV Internacional.